# PASMO
Pasmo (パスモ Pasumo) è una smart card ricaricabile per il trasporto pubblico di Tokyo, evoluzione della precedente carta prepagata PASSNET; il nome, infatti deriva dalla combinazione tra Pass (passnet) e Mo (che in giapponese significa “anche” o “in più”).

## Il contesto
Introdotta nel marzo 2007, la tessera offre una completa interoperabilità anche con il sistema simile della JR, il Suica, integrando in questo modo sia le linee di autobus che quelle delle ferrovie. Il successo dell'iniziativa è andato oltre le previsioni e ha causato il curioso inconveniente dell'interruzione delle vendite dovuto all'esaurimento del primo stock di carte fabbricate; la regolare distribuzione è ricominciata solo dopo alcuni mesi.
La Pasmo Card si basa su una tecnologia sviluppata dalla Sony Corporation conosciuta con il nome di FeliCA e basata sul protocollo RFID. 
Le dimensioni della Pasmo sono quelle di una normale carta di credito. La Pasmo Card permette di utilizzare l'intera rete metropolitana e ferroviaria di Tokyo e dintorni con un'unica tessera. Con la Pasmo Card è inoltre possibile fare acquisti nei negozi o dai distributori automatici che espongono il logo Pasmo.

## Le tipologie
Pasmo per Adulti
- Registered Pasmo (tessera nominale)
- Pasmo commuter pass (tessera percorso personalizzato)
- Open Pasmo (tessera non nominale)

Pasmo per bambini
- Registered Pasmo
- Pasmo commuter pass